# Froyán
Froyán (llamada oficialmente San Pedro de Froián) es una parroquia española del municipio de Sarria, en la provincia de Lugo, Galicia.

## Organización territorial
La parroquia está formada por ocho entidades de población:

### Entidades de población
Entidades de población que forman parte de la parroquia:
- Calvario (O Calvario)
- Guitián
- San Pedro
- Teilonxe
- Valiña (A Valiña)
- Vilaesteva

### Despoblados
Despoblados que forman parte de la parroquia:
- Caritel (O Caritel)
- Os Remedios

## Demografía
| Gráfica de evolución demográfica de Froyán entre 2000 y 2021 |
|                                                              |
| Datos según el nomenclátor publicado por el INE.             |